# Clyzomedus
Clyzomedus is een kevergeslacht uit de familie van de boktorren (Cerambycidae). De wetenschappelijke naam van het geslacht werd voor het eerst geldig gepubliceerd in 1865 door Pascoe.

## Soorten
Clyzomedus omvat de volgende soorten:
- Clyzomedus annularis Pascoe, 1866
- Clyzomedus borneensis Breuning, 1936
- Clyzomedus fastidiosus (Boisduval, 1835)
- Clyzomedus indicus Breuning, 1935
- Clyzomedus javanicus Breuning, 1963
- Clyzomedus laosensis Breuning, 1965
- Clyzomedus laosicus Breuning, 1962
- Clyzomedus transversefasciatus Breuning, 1938
- Clyzomedus vittaticollis Breuning, 1938